# فهرست سفیران ایران در قطر
از تاریخ ۲۴ مهر ماه ۱۳۵۰ بین ایران و قطر روابط سیاسی در سطح سفارت برقرار گردید.

## پهلوی
- هوشنگ مقدم (۱۳۵۰ – دی ۱۳۵۱)
- ابوالحسن بختیار (دی ۱۳۵۱[۲] – ۱۳۵۳)
- شعاع‌الدین شفا (۱۳۵۳ – ۱۳۵۵)
- حمزه اخوان تقوی (بهمن ۱۳۵۵ – اردیبهشت ۱۳۵۸)

## جمهوری اسلامی
کاهش روابط به سطح کاردار
ارتقای روابط به سطح سفیر
- مشایخ
- سید محمدباقر سخایی (۱۳۶۵ – ۱۳۶۹)
- نصرالله میرزایی (۱۳۶۹ – ۱۳۷۲)
- سید محمدباقر سخایی (۱۳۷۲ – ۱۳۷۵)
- محمود موحدی (۱۳۷۵ – ۱۳۸۰)
- ذبیح‌الله نوفرستی (۱۳۸۰ – ۱۳۸۴)
- محمدطاهر ربانی (۱۳۸۴ – ۱۳۸۸)
- عبدالله سهرابی (۱۳۸۸ – ۱۳۹۱)
- محمدجواد آسایش زارچی (۱۳۹۱ – ۱۳۹۵)
- محمدعلی سبحانی (۱۳۹۵ – ۱۳۹۹)
- حمیدرضا دهقانی پوده (۱۳۹۹ – ۱۴۰۲)
- علی صالح‌آبادی (۱۴۰۲ تا اکنون)